# French Romance
French Romance (Summer Villa) est un téléfilm américain réalisé par Pat Kiely, diffusé en 2016.

## Synopsis
Terry Russel, auteur à succès de romans d'amour, est en panne d'inspiration. Elle vient de divorcer et élève seule sa fille adolescente. Son éditrice, Leslie Everston, lui arrange un rendez-vous avec son frère, Matthew, célèbre chef et propriétaire d'un restaurant très prisé à New York. La rencontre est un fiasco. Matthew se comporte en séducteur inconstant et Terry lui fait la morale. Le courant ne passe pas. En prime, un critique impitoyable dîne, le même soir dans le restaurant de Matthew et lui exprime sa déception face à sa cuisine qui a perdu son âme. Dès la publication de son article le lendemain, le restaurant de Matthew se vide et ses investisseurs le lâchent. De son côté, Terry apprend par Leslie que si elle ne finit pas son prochain livre au plus vite, elle perdra son contrat d'édition.

## Fiche technique
- Titre original : Summer Villa
- Réalisation : Pat Kiely
- Scénario : Emi Mochizuki et Carrie Lee Wilson
- Photographie : Bruce Chun
- Musique : James Gelfand et Louise Tremblay
- Durée : 90 minutes
- Date de diffusion :
  -  France : 4 janvier 2017 sur TF1

## Distribution
- Hilarie Burton (VF : Laura Préjean) : Terry Russell
- Victor Webster : Matthew Everston
- Emorphia Margaritis (VF : Maryne Bertieaux) : Abby
- Jocelin Haas (VF : Anatole de Bodinat) : Jean-Luc
- Cristina Rosato (VF : Aurore Bonjour) : Leslie
- Brittany Drisdelle (VF : Marie Diot) : Dianne
- Kasia Malinowska (VF : Youna Noiret) : Nadia
- Joseph Bellerose : René-Claude
- Kalinka Petrie : Robyn
- Rebecca Windheim : Jessica
- Tyrone Benskin : Dominic Barone